# Íngvar de Lutsk
Íngvar Yaroslávich (en ruso: Ингварь Ярославич; 1152– 1220) príncipe de Dorogobuzh, príncipe de Lutsk, príncipe de Volodímir-Volinski (1207), Gran Príncipe de Kiev (1202, 1214). Hijo de Yaroslav Iziaslávich, biznieto de Vladímir II Monómaco.
En 1180, Íngvar Yaroslávich se unió a Riúrik Rostislávich en su lucha contra Sviatoslav Vsévolodovich de Chernígov. De acuerdo al cantar de las huestes de Ígor, Íngvar era un hombre valiente, sin embargo, nunca quiso irritar a sus poderosos vecinos. En 1183, por ejemplo, rehusó recibir a Vladímir Yaroslávich II en Dorogobuzh, quien había sido desterrado de Halych. Al parecer Ingvar era cauteloso con Yaroslav Osmomisl, padre de Vladímir Yaroslávich. Poco tiempo luego de esto, Íngvar tomó el lugar de su hermano mayor Vsévolod Yaroslávich como gobernante de Lutsk. En 1202, Íngvar fue designado príncipe de Kiev en lugar del derrocado Riúrik Rostislávich según un acuerdo entre Román el Grande de Halych y Vsévolod III, Gran Príncipe de Vladímir. Riúrik, de todos modos, reinaría Kiev ese mismo año con la ayuda de los Ólgovich y los pólovtsy. En 1204, Íngvar tomó parte de la captura de Volodímir-Volinski junto a Alejandro de Bielz. Fue nombrado gobernante de la ciudad, pero pronto sería reemplazado por Alejandro debido al descontento de los boyardos. En 1208-1211, Íngvar envió a su hijo a asistir a Danil Románovich en su lucha contra los hijos de Ígor Sviatoslávich de Nóvhorod-Síverski. En 1212, Íngvar y Mstislav Románovich atacaron a  Vsévolod Sviatoslávich y capturaron Kiev. Luego de una batalla cerca de Bélgorod Íngvar voluntariamente cedió Kiev a Mstislav y se quedó con Lutsk.          
Íngvar Yaroslávich tuvo tres hijos: Vladímir Íngvarevich, Yaroslav Íngvarevich e Iziaslav Íngvarevich.
| Predecesor: Riúrik II   | Gran Príncipe del Rus de Kiev 1202 | Sucesor: Riúrik II    |
| Predecesor: Vsévolod IV | Gran Príncipe del Rus de Kiev 1214 | Sucesor: Mstislav III |

- Datos: Q428154
- Multimedia: Ingvar, Grand Prince of Kyiv / Q428154